# Catalina Foothills
Catalina Foothills ist ein Census-designated place in Arizona im Pima County. Das U.S. Census Bureau hat bei der Volkszählung 2020 eine Einwohnerzahl von 52.401 ermittelt.
Catalina Foothills hat eine Fläche von 115,5 km².